# Asceles certus
Asceles certus är en insektsart som beskrevs av Ludwig Redtenbacher 1908. Asceles certus ingår i släktet Asceles och familjen Diapheromeridae. Inga underarter finns listade i Catalogue of Life.